# Tarja Cronberg
Tarja Anneli Cronberg (ur. 29 czerwca 1943 w Helsinkach) – fińska polityk i ekonomistka, była minister pracy, deputowana do Parlamentu Europejskiego VII kadencji.

## Życiorys
Studiowała ekonomię i nauki techniczne. Kształciła się w Kopenhaskiej Szkole Biznesu i na Uniwersytecie w Lund. Pracowała w branży badawczej w Szwecji i Danii, była też wykładowcą akademickim. Pełniła funkcję dyrektora COPRI, kopenhaskiego instytutu badań nad pokojem.
Zaangażowała się w działalność Ligi Zielonych, w 2005 stanęła na czele tego ugrupowania. W 2003 została wybrana do Eduskunty, w krajowym parlamencie zasiadała przez jedną czteroletnią kadencję. Od kwietnia 2007 do czerwca 2009 sprawowała urząd ministra pracy w gabinecie Mattiego Vanhanena. Na stanowisku rządowym i partyjnym w tym samym roku zastąpiła ją Anni Sinnemäki.
W wyborach w 2009 kandydowała bez powodzenia do Parlamentu Europejskiego. Mandat eurodeputowanej objęła jednak 22 czerwca 2011, zastępując Heidi Hautalę. Przystąpiła do frakcji Zielonych i Wolnego Sojuszu Europejskiego.